# Solidarnost
Pour les articles homonymes, voir Solidarité.
Solidarnost (en russe : Солидарность) est un parti politique libéral russe fondé par des membres de l'opposition dont Vladimir Boukovski, Boris Nemtsov, Lev Ponomarev et Garry Kasparov, activement dirigé par des personnalités opposées fermement au président du gouvernement, Vladimir Poutine, à l'image de Ilya Iachine.
Créé le 13 décembre 2008 lors d'un congrès fondateur, son nom est inspiré du célèbre syndicat polonais des années 1980 Solidarność. Le parti rassemble des membres de l'ancien SPS (l'Union des forces de droite, libéral), des membres du RNDS de l'ancien président du gouvernement russe Mikhaïl Kassianov et des militants des droits de l'homme.
Il a pour but de « rétablir la liberté et la concurrence politique dans le pays » (propos de Garry Kasparov).
Il adhère au Free Russia Forum (conférence bisannuelle organisée par et pour l'opposition russe au Gouvernement de Vladimir Poutine, se tenant deux fois par an à Vilnius en Lituanie).